# Saint-Nabord
Pour l’article homonyme, voir Saint Nabord (homonymie).
Pour l’article ayant un titre homophone, voir Saint-Nabor.
Saint-Nabord est une commune française située dans le département des Vosges en région Grand Est. Elle fait partie de l'aire urbaine de Remiremont.
Ses habitants sont appelés les Navoiriauds.

## Géographie

### Localisation
La commune s'étire le long de la rive gauche de la Moselle sur 14 kilomètres.
Elle se compose de plusieurs secteurs : Longuet, le Centre, les Breuchottes, Fallières, Ranfaing, Peuxy, le Bois Joli…
Saint-Nabord est à 4 km de Remiremont, 16 de Plombières-les-Bains et 23 d'Épinal.
| Pouxeux                     | Éloyes        | Saint-Etienne-lès-Remiremont |
| Bellefontaine Raon-aux-Bois | Saint-Nabord  | Saint-Etienne-lès-Remiremont |
| Plombières-les-Bains        | Le Val-d'Ajol | Remiremont                   |

### Géologie et relief
Le domaine boisé occupe plus de 2 000 ha situés essentiellement dans la partie occidentale et se prolonge sur la commune limitrophe et bien nommée de Raon-aux-Bois.
Le site du Massif vosgien, inscrit au titre de la loi du 2 mai 1930, regroupe 14 Schémas de cohérence territoriale (SCOT) qui ont tout ou partie de leur territoire sur le périmètre du Massif des Vosges.
Système d’information pour la gestion des eaux souterraines du bassin Rhin-Meuse : Géologie : Carte géologique ; Coupes géologiques et techniques.

### Sismicité
La commune se situe en zone de sismicité modérée,.

### Hydrographie et eaux souterraines
Avec le ruisseau de Saint-Anne, provenant d'une division de la Niche et de sources situées au nord de la Demoiselle, un des plus importants affluents de la Moselle, la commune se situe à la convergence d’un réseau hydraulique, traversant plusieurs communes environnantes.
Hydrogéologie et climatologie : Système d’information pour la gestion des eaux souterraines du bassin Rhin-Meuse :
Territoire communal : Occupation du sol (Corinne Land Cover); Cours d'eau (BD Carthage),
Géologie : Carte géologique; Coupes géologiques et techniques,
 Hydrogéologie : Masses d'eau souterraine; BD Lisa; Cartes piézométriques.

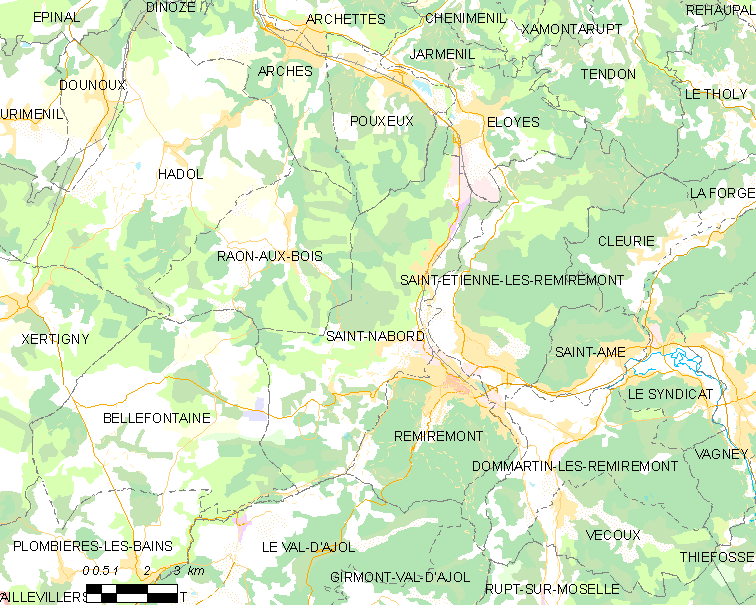
Situation de Saint-Nabord.

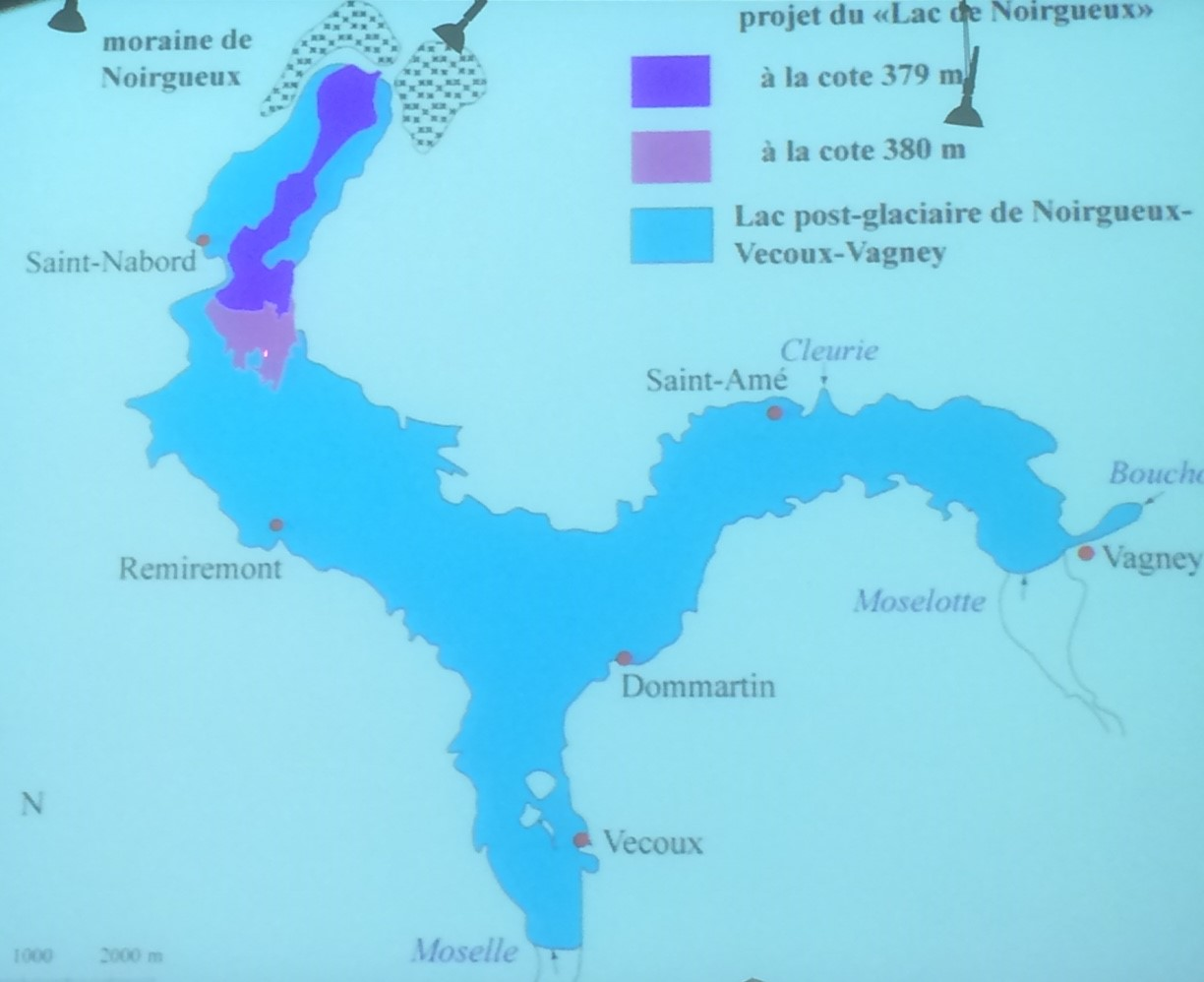
Paléo-lac de Noirgueux..

Plan d'eau sur la commune ou à son aval (lac, étangs, ruisseaux, lagunes...),, :
- La Moselle (rivière).
- L'Augronne.
- Le site de la Moraine de Noirgueux et ses abords.
- Étangs :
  - de la Demoiselle, d’origine glaciaire,

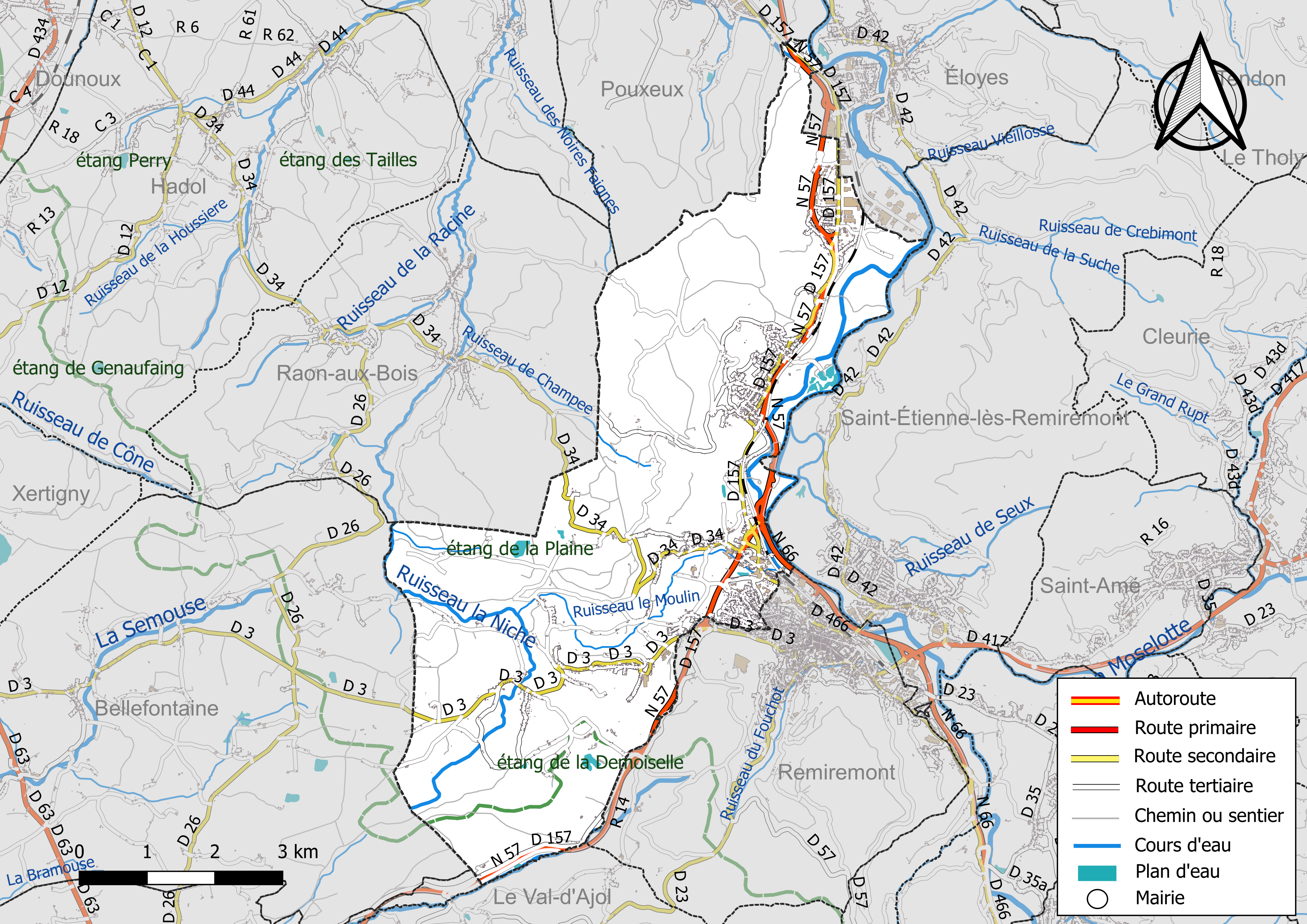
Réseaux hydrographique et routier de Saint-Nabord.

  - de la Prairie du Vouau,
  - des Prêtres,
  - de Xenois,
  - de Huchère.
- Ruisseaux :
  - de l'étang de la Plaine,
  - de l'étang des Prêtres,
  - de la Borne Martin,
  - de l'étang de Xenois,
  - des Noires Faignes,
  - du Fouchot,
  - la Niche,
  - de la Racine,
  - de Champee,
  - de Pouxeux,
  - de Seux,
  - Vieillosse,
  - le Moulin.

### Climat
Pour des articles plus généraux, voir Climat du Grand Est et Climat des Vosges.
En 2010, le climat de la commune est de type climat de montagne, selon une étude du Centre national de la recherche scientifique s'appuyant sur une série de données couvrant la période 1971-2000. En 2020, Météo-France publie une typologie des climats de la France métropolitaine dans laquelle la commune est exposée à un climat semi-continental et est dans une zone de transition entre les régions climatiques « Lorraine, plateau de Langres, Morvan » et « Vosges ».
Pour la période 1971-2000, la température annuelle moyenne est de 9,7 °C, avec une amplitude thermique annuelle de 17 °C. Le cumul annuel moyen de précipitations est de 1 446 mm, avec 13,6 jours de précipitations en janvier et 11 jours en juillet. Pour la période 1991-2020, la température moyenne annuelle observée sur la station météorologique de Météo-France la plus proche, « Vagney », sur la commune de Vagney à 11 km à vol d'oiseau, est de 8,8 °C et le cumul annuel moyen de précipitations est de 1 472,7 mm. 
La température maximale relevée sur cette station est de 34,5 °C, atteinte le 25 juillet 2019 ; la température minimale est de −19,4 °C, atteinte le 20 décembre 2009,,.
Les paramètres climatiques de la commune ont été estimés pour le milieu du siècle (2041-2070) selon différents scénarios d'émission de gaz à effet de serre à partir des nouvelles projections climatiques de référence DRIAS-2020. Ils sont consultables sur un site dédié publié par Météo-France en novembre 2022.

## Urbanisme

### Typologie
Au 1er janvier 2024, Saint-Nabord est catégorisée commune rurale à habitat dispersé, selon la nouvelle grille communale de densité à sept niveaux définie par l'Insee en 2022.
Elle appartient à l'unité urbaine de Remiremont, une agglomération intra-départementale regroupant six  communes, dont elle est ville-centre,,. Par ailleurs la commune fait partie de l'aire d'attraction de Remiremont, dont elle est une commune de la couronne,. Cette aire, qui regroupe 12 communes, est catégorisée dans les aires de moins de 50 000 habitants,.

### Occupation des sols
L'occupation des sols de la commune, telle qu'elle ressort de la base de données européenne d’occupation biophysique des sols Corine Land Cover (CLC), est marquée par l'importance des forêts et milieux semi-naturels (63,9 % en 2018), en diminution par rapport à 1990 (64,7 %). La répartition détaillée en 2018 est la suivante : 
forêts (63,3 %), prairies (19,4 %), zones urbanisées (6,6 %), zones agricoles hétérogènes (5,5 %), zones industrielles ou commerciales et réseaux de communication (4,1 %), milieux à végétation arbustive et/ou herbacée (0,6 %), mines, décharges et chantiers (0,5 %). L'évolution de l’occupation des sols de la commune et de ses infrastructures peut être observée sur les différentes représentations cartographiques du territoire : la carte de Cassini (XVIIIe siècle), la carte d'état-major (1820-1866) et les cartes ou photos aériennes de l'IGN pour la période actuelle (1950 à aujourd'hui).

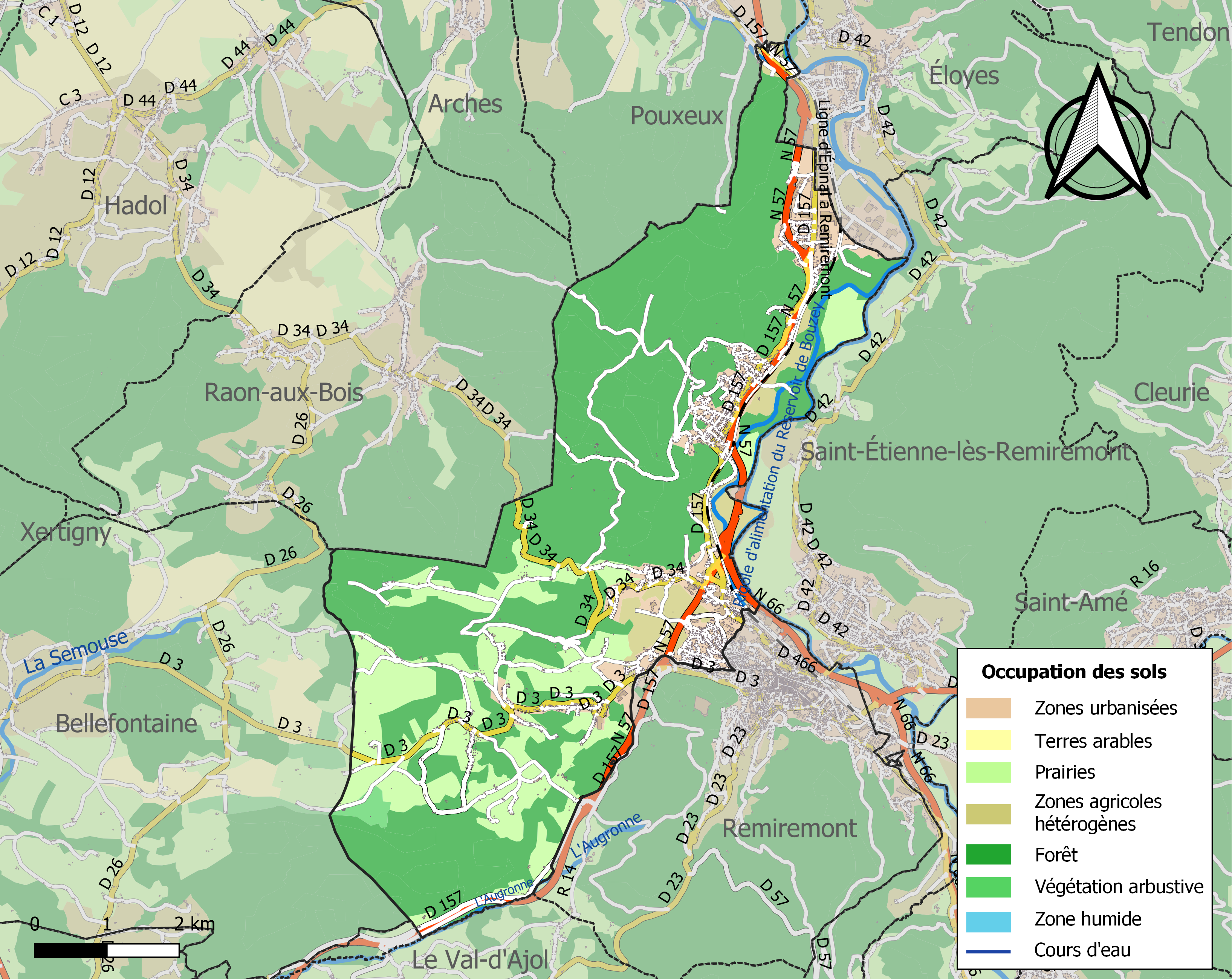
Carte des infrastructures et de l'occupation des sols de la commune en 2018 (CLC).

### Intercommunalité
Commune membre de la Communauté de communes de la Porte des Vosges Méridionales.

### Voies de communications et transports
- Réseau régional de transports en commun "Fluo Grand Est"[23].

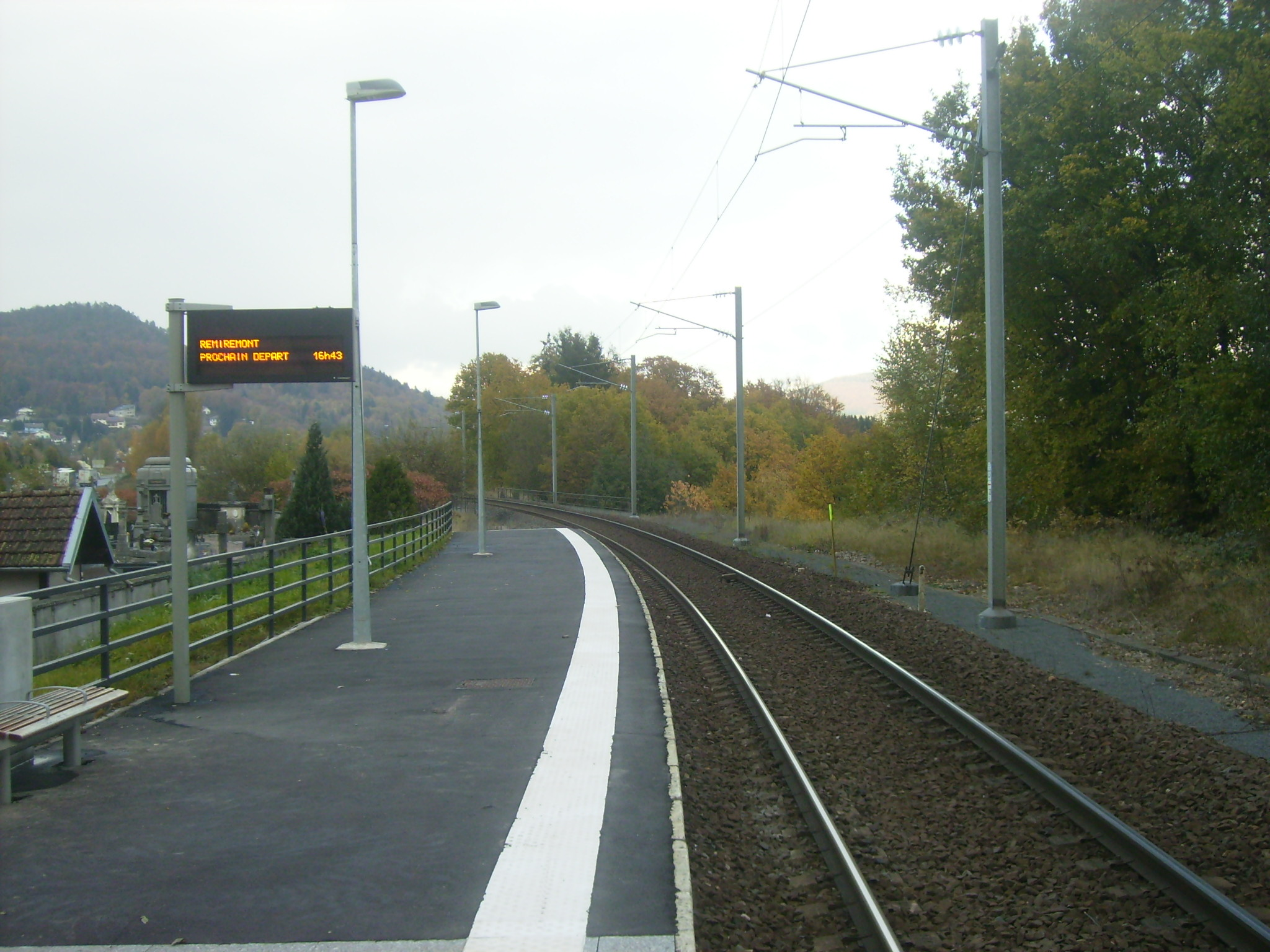
La gare.

#### Voies routières
Sur la voie expresse, entre Remiremont et Éloyes, pas moins de six sorties donnent accès aux différents quartiers de la ville.

#### Transports en commun
- Réseau de transport en commun Fluo Grand Est[24].

##### Lignes SNCF
- Gare routière de Remiremont[25].
- La commune est également desservie par la gare de Saint-Nabord.

#### Transports aériens
Les aéroports les plus proches sont :
- Aéroport d'Épinal-Mirecourt,
- Aéroport de Colmar-Houssen,
- Aéroport de Nancy-Essey,
- Aéroport international de Bâle-Mulhouse-Fribourg.

## Toponymie
On trouve une première référence du nom Saint Navord dans une archive de 1329. Puis la commune change d'orthographe de nombreuses fois : Sainct Navoit, saint Navou, Sains Navelz au XIVe siècle, Sanctus Navoirs ou De Sancte Naoirs en 1402, Saint Navor en 1452, Sainct Naboir en 1484, Saint Navoy en 1519, Sainct Nabvoir en 1552, Sainct Navois en 1593, Saint Nabord en 1711 et Saint Nabor au XVIIIe siècle.
Saint-Nabord est un hagiotoponyme qui ferait référence à Nabor de Lodi dont les reliques sont liées à plusieurs villes qui portent ce nom, notamment Saint Avold en Moselle dont le premier nom était Saint-Nabor.
Au cours de la Révolution française, la commune porte le nom de Roche-Libre, avant de trouver en 1792 son nom définitif Saint-Nabord.
Ses habitants sont appelés les Navoiriauds.

## Histoire
Les Kyriolés : Jusqu’à la Révolution, tous les lundis de Pentecôte, huit paroisses dépendant du chapitre (Dommartin-lès-Remiremont, Ramonchamp, Rupt-sur-Moselle, Saint-Amé, Saint-Nabord, Saint-Étienne, Saulxures-sur-Moselotte et Vagney) envoyaient des jeunes filles qui se présentaient à l’église de Remiremont et y entonnaient des cantiques en français,.
La commune s'est constituée à la Révolution. Quatre communautés ont souhaité se regrouper : Longuet, le Ban du Moulin, les Arrentès de Chaumont et celle de la Forestière et des Franches Gens. Le groupement est entériné le 3 avril 1792 sous l'appellation de Saint-Nabord et versée dans le canton d'Éloyes. C’est en l’an IX que Saint-Nabord est rattachée au canton de Remiremont.
La libération de Remiremont, d'Éloyes et de Saint-Nabord est intervenue le même jour, le 23 septembre 1944 par l’armée américaine (36e division d'infanterie). Le 25 septembre 1944, la libération de Saint-Étienne n'a été effective qu'après la fusillade de Ménafaing.
Un projet de réalisation d'un lac baptisé « lac de Noirgueux », intéressant les communes de Saint-Étienne-lès-Remiremont, Remiremont, Saint-Nabord et Éloyes, a fait l’objet de débats durant de nombreuses années. Ce projet visait l'intérêt touristique et économique exceptionnel de l’ensemble de la vallée. Il devait couvrir 195 hectares (le lac de Gérardmer couvre 115 hectares tandis que le lac de Longemer couvre 65 hectares).
L'idée de ce projet a été esquissée dès 1963 mais a été abandonnée par la commune de Saint-Nabord. La commune de Saint-Étienne-lès-Remiremont, qui avait réservé un zonage spécifique, a estimé, de ce fait, ne pas devoir maintenir l'inscription de la zone de Noirgueux au plan local d'urbanisme au risque d'hypothéquer l'avenir de ce projet.

## Politique et administration

### Liste des maires
| Période                                  | Période   | Identité            | Étiquette | Qualité                                                                                   |
| ---------------------------------------- | --------- | ------------------- | --------- | ----------------------------------------------------------------------------------------- |
| Les données manquantes sont à compléter. |           |                     |           |                                                                                           |
| 1860                                     | 1881      | Auguste Krantz      | Droite    | Manufacturier, propriétaire, conseiller général du canton de Remiremont (1867 → 1877)     |
|                                          |           |                     |           |                                                                                           |
| 1906                                     | 1919      | Paul Hairaye        | Rad.      | Négociant en vins, conseiller général du canton de Remiremont (1913 → 1919)               |
| 1919                                     | 1935      | Yvan Baumann        | URD       | Industriel, conseiller général du canton de Remiremont (1934 → 1937)                      |
| 1935                                     | 1945      | Paul Hairaye        | Rad.      | Négociant en vins                                                                         |
|                                          |           |                     |           |                                                                                           |
| mars 1959                                | mars 1965 | Émilien Mathieu     |           |                                                                                           |
| mars 1965                                | mars 1977 | Raymond Noël        |           | Expert-comptable                                                                          |
| mars 1977                                | juin 1995 | René Chipot         |           |                                                                                           |
| juin 1995                                | mars 2008 | Bernard Schindelé   | UMP       |                                                                                           |
| mars 2008                                | mars 2014 | Michèle Asnard      | DVD       | Retraitée                                                                                 |
| mars 2014                                | mai 2020  | Daniel Sacquard     | DVD       | Retraité de la fonction publique                                                          |
| mai 2020                                 | En cours  | Jean-Pierre Calmels | DVD       | Troisième vice-président de la Communauté de communes de la Porte des Vosges Méridionales |

### Politique environnementale
Saint-Nabord a été récompensée par deux fleurs au palmarès 2007 du concours des villes et villages fleuris.

### Finances locales 2022

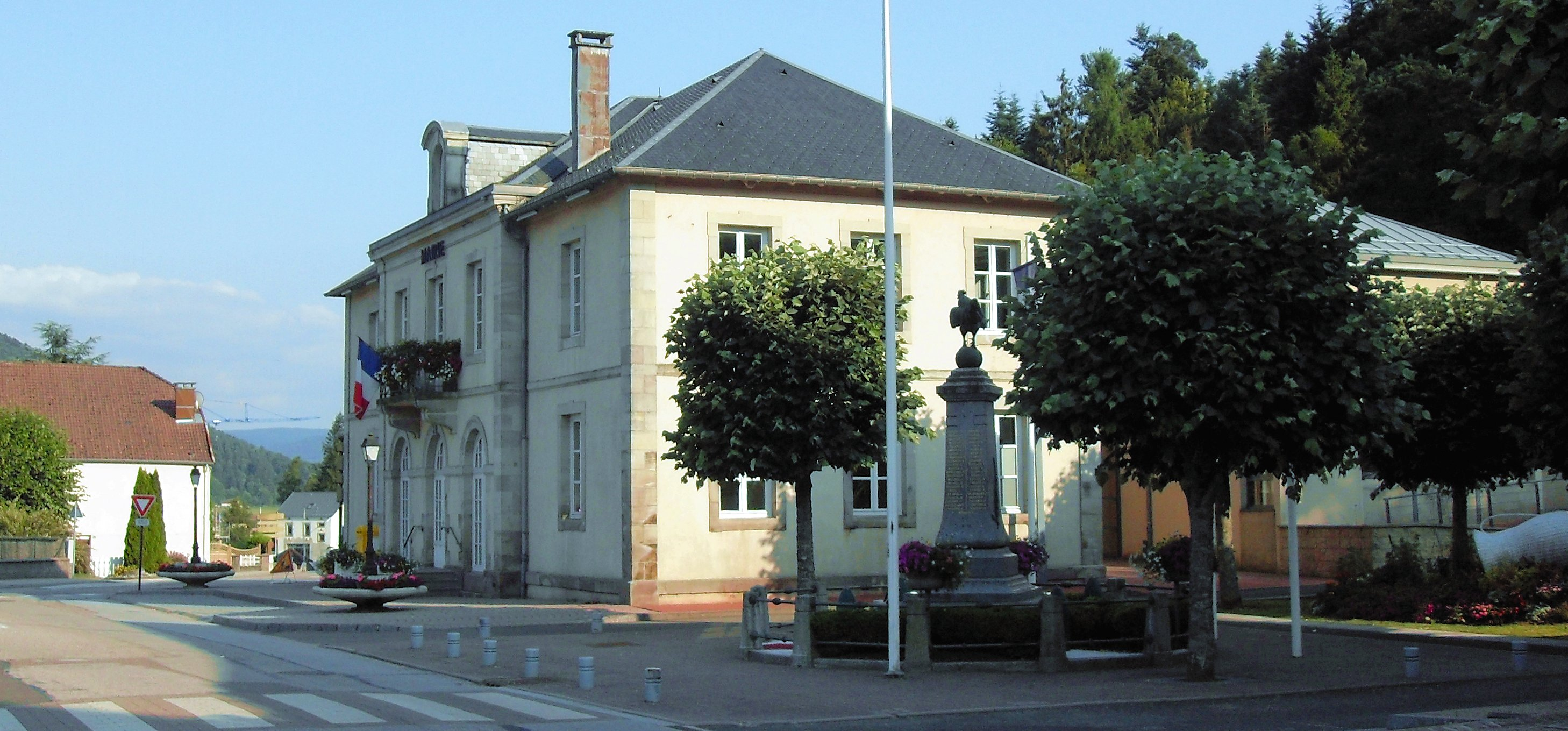
La mairie.

- Total des produits de fonctionnement : 4 457 000 € soit 1 048 € par habitant
- Total des charges de fonctionnement : 3 689 000 € soit 868 € par habitant
- Total des ressources d’investissement : 1 998 000 € soit 470 € par habitant
- Total des emplois d’investissement : 1 554 000 € soit 366 € par habitant
- Endettement : 298 000 € soit 70 € par habitant[36].

Avec les taux de fiscalité suivants :
- taxe d’habitation : 11,08 % ;
- taxe foncière sur les propriétés bâties : 39,40 % ;
- taxe foncière sur les propriétés non bâties : 35,76 % ;
- taxe additionnelle à la taxe foncière sur les propriétés non bâties : 0,00 % ;
- cotisation foncière des entreprises : 0,00 %.

Chiffres clés Revenus et pauvreté des ménages en 2021 : Médiane en 2021 du revenu disponible, par unité de consommation : 23 590 €.

## Population et société

### Démographie

#### Évolution démographique
L'évolution du nombre d'habitants est connue à travers les recensements de la population effectués dans la commune depuis 1793. Pour les communes de moins de 10 000 habitants, une enquête de recensement portant sur toute la population est réalisée tous les cinq ans, les populations de référence des années intermédiaires étant quant à elles estimées par interpolation ou extrapolation. Pour la commune, le premier recensement exhaustif entrant dans le cadre du nouveau dispositif a été réalisé en 2004.

En 2022, la commune comptait 3 983 habitants, en évolution de −2,54 % par rapport à 2016 (Vosges : −2,96 %, France hors Mayotte : +2,11 %).
| 1793  | 1800  | 1806  | 1821  | 1831  | 1836  | 1841  | 1846  | 1856  |
| ----- | ----- | ----- | ----- | ----- | ----- | ----- | ----- | ----- |
| 1 947 | 2 063 | 2 196 | 2 154 | 2 463 | 2 590 | 2 587 | 2 550 | 2 338 |

| 1861  | 1866  | 1872  | 1876  | 1881  | 1886  | 1891  | 1896  | 1901  |
| ----- | ----- | ----- | ----- | ----- | ----- | ----- | ----- | ----- |
| 2 093 | 2 128 | 2 057 | 2 077 | 1 834 | 1 891 | 1 824 | 1 845 | 1 919 |

| 1906  | 1911  | 1921  | 1926  | 1931  | 1936  | 1946  | 1954  | 1962  |
| ----- | ----- | ----- | ----- | ----- | ----- | ----- | ----- | ----- |
| 1 832 | 1 873 | 1 874 | 1 940 | 1 916 | 1 949 | 1 839 | 1 942 | 2 066 |

| 1968  | 1975  | 1982  | 1990  | 1999  | 2004  | 2006  | 2009  | 2014  |
| ----- | ----- | ----- | ----- | ----- | ----- | ----- | ----- | ----- |
| 2 660 | 3 205 | 3 768 | 3 805 | 3 853 | 3 947 | 3 927 | 4 021 | 4 053 |

| 2019  | 2022  | - | - | - | - | - | - | - |
| ----- | ----- | - | - | - | - | - | - | - |
| 3 994 | 3 983 | - | - | - | - | - | - | - |

### Enseignement
Établissements d'enseignements :
- École maternelle,
- Écoles primaires[42],
- Collèges à Remiremont,
- Lycées à Remiremont.

### Santé
- Professionnels de santé sur la commune : Médecin[43], pharmacie[44].
- Centre hospitalier de Remiremont, d'une capacité d'accueil totale est de 274 lits, et disposant d'une maternité[45].
- Remiremont dispose par ailleurs de praticiens de toutes les disciplines : Médecins, Gynécologues, Pédiatres, Chirurgiens Dentistes, infirmiers, Kinésithérapeutes, Ostéopathes, Radiologues[46]...
- Le plan santé[47].

### Cultes
- Culte catholique, Paroisse Saint-Mont, Diocèse de Saint-Dié[48].

### Sports
- Tir sportif : la société de tir Saint-Nabord Remiremont a été créée en 1876[49].

## Économie

### Entreprises et commerces

#### Agriculture
- Agriculteurs-éleveurs : élevage de vaches laitières, agriculture biologique, produits : viande ovine, viande porcine, viande bovine[50].
- Secteur d'activité du commerce de gros (commerce interentreprises) de matériel agricole[51].

#### Tourisme
- Restaurants.

#### Commerces et services
- Commerces et services de proximité : Boulangerie, Boucheries, charcuteries[52]...
- Transports terrestres.

## Culture locale et patrimoine

### Lieux et monuments

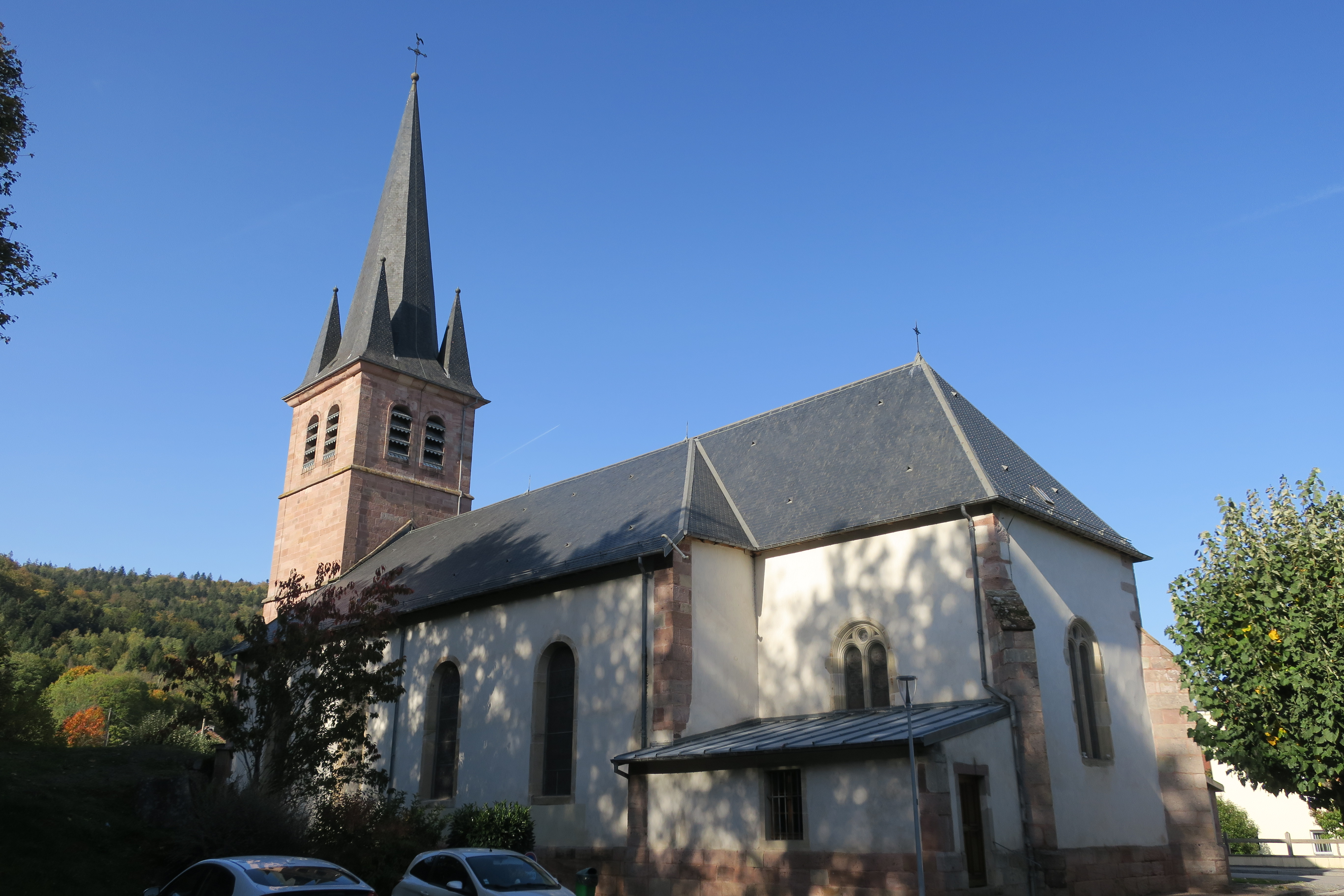
Façade sud-ouest de l'église Saints-Nabord-et-Gorgon.
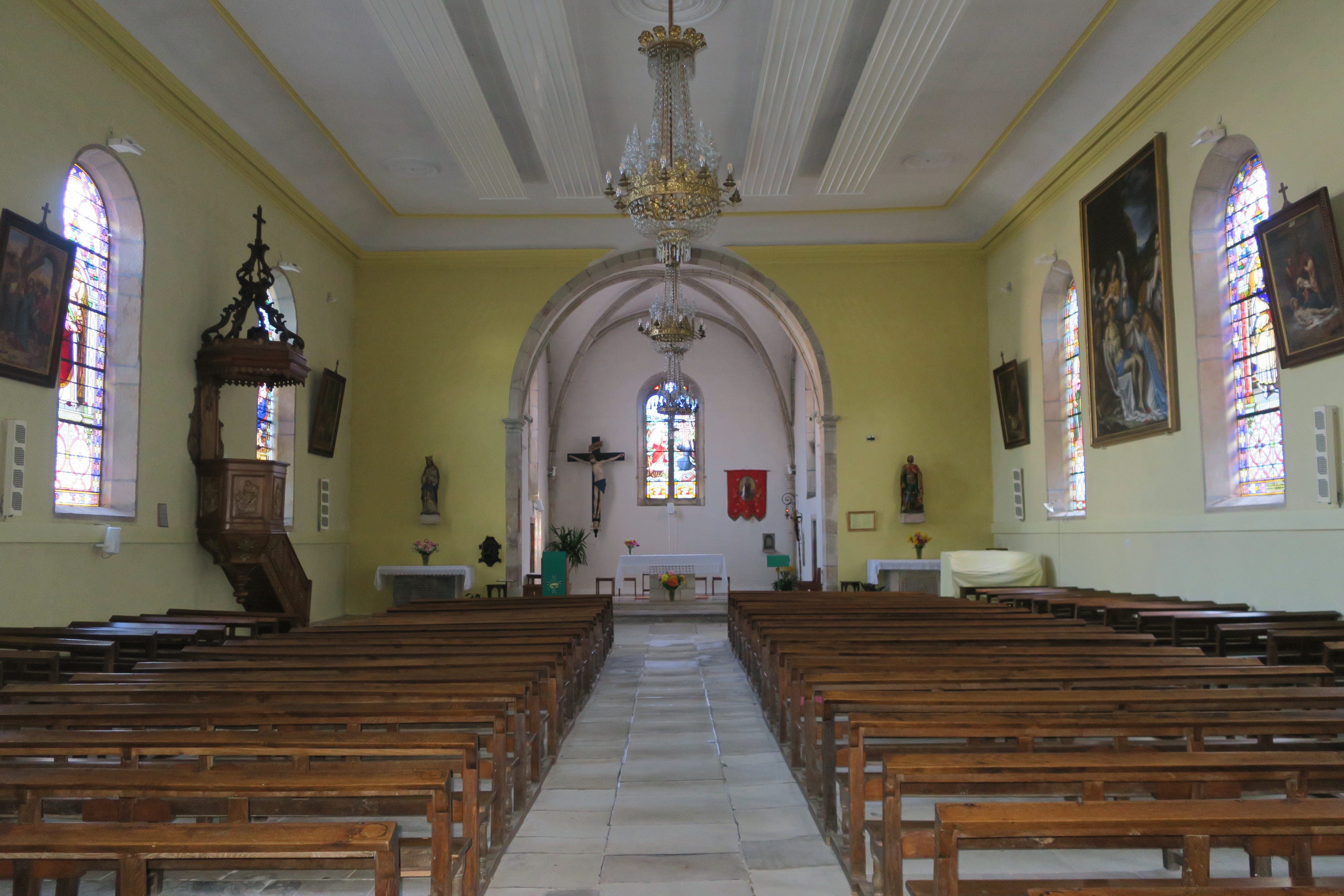
Vue vers le chœur de l'église.
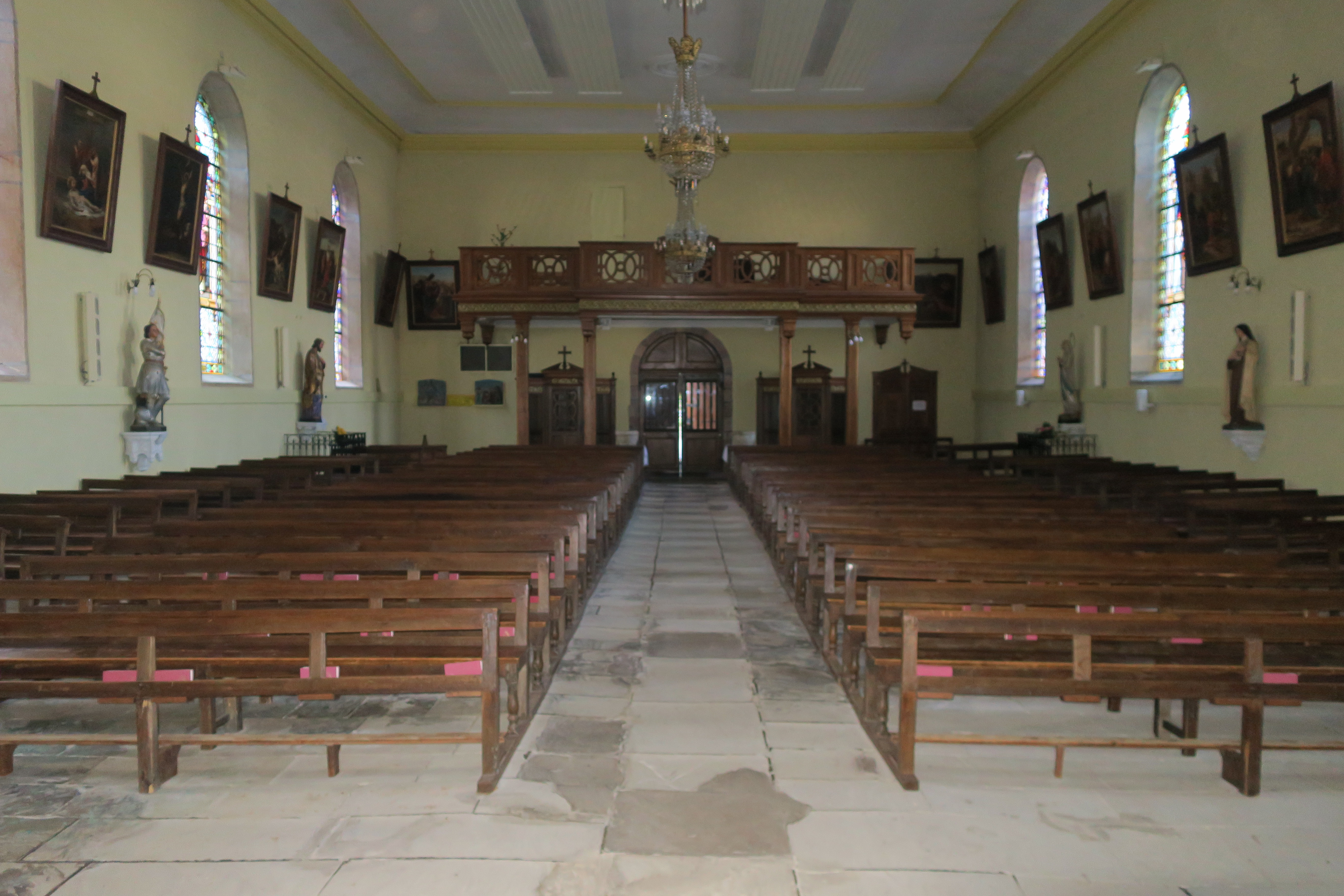
Nef de l'église.
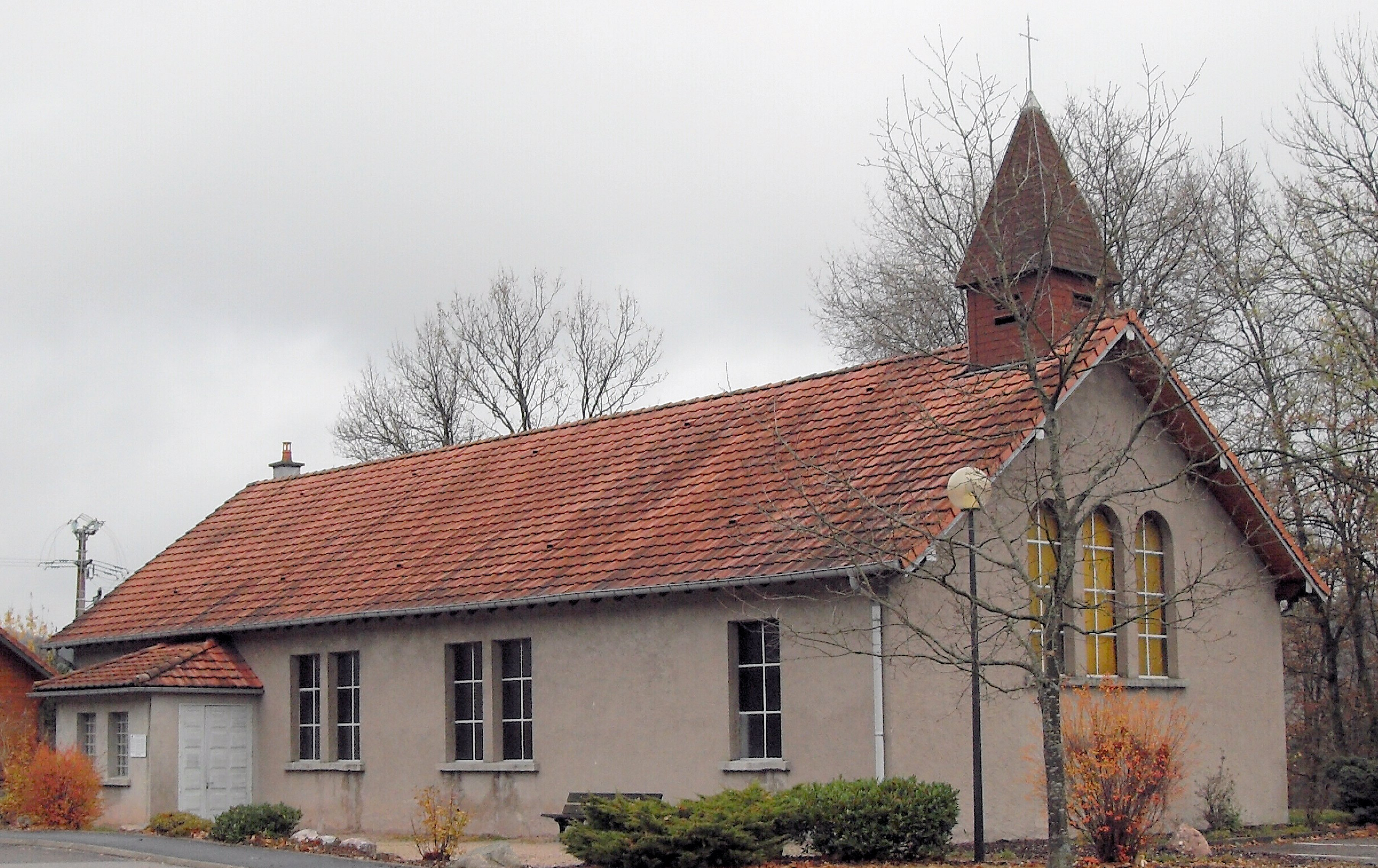
La chapelle Notre-Dame à Fallières.
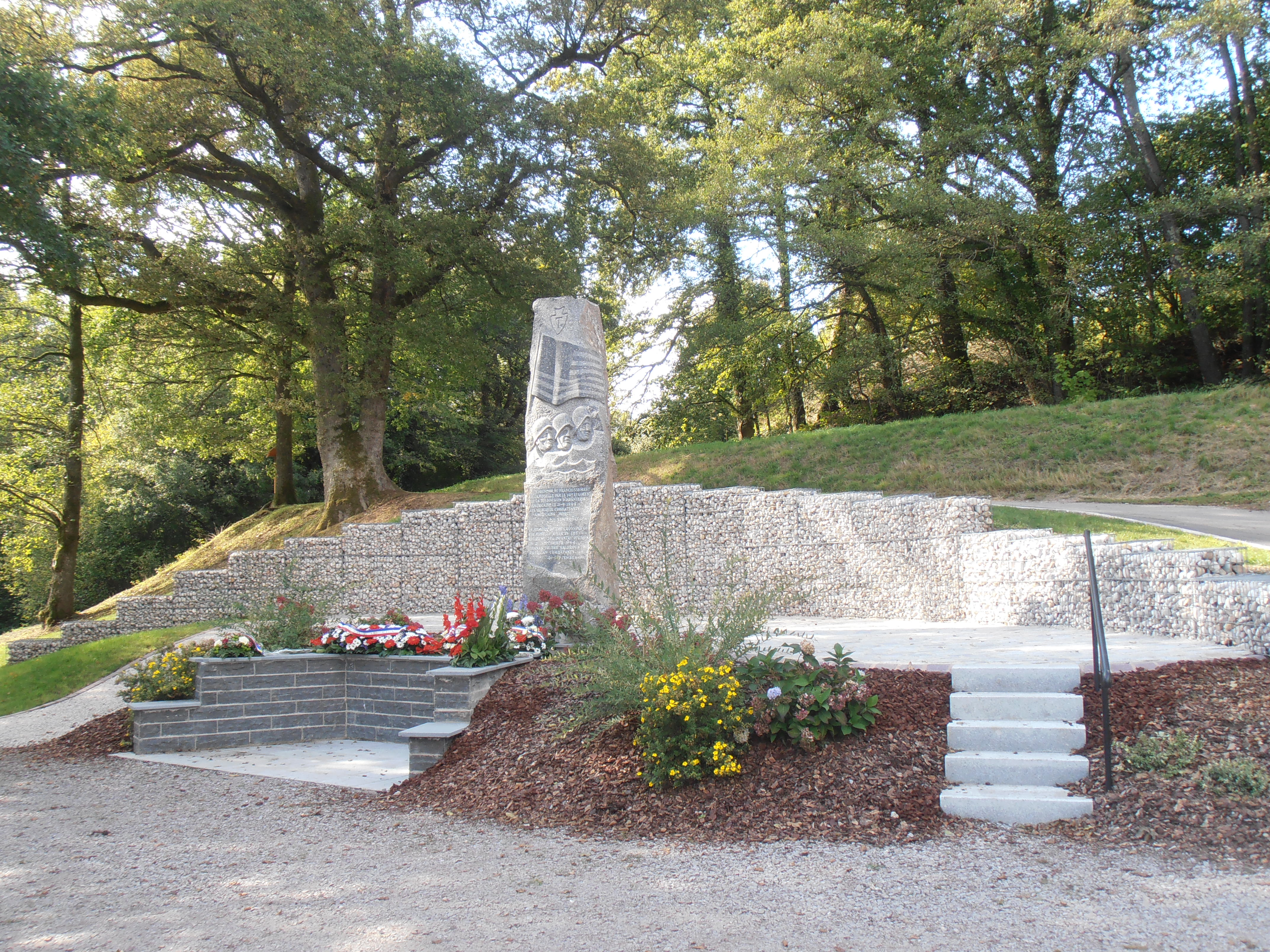
La stèle de Noirgueux.
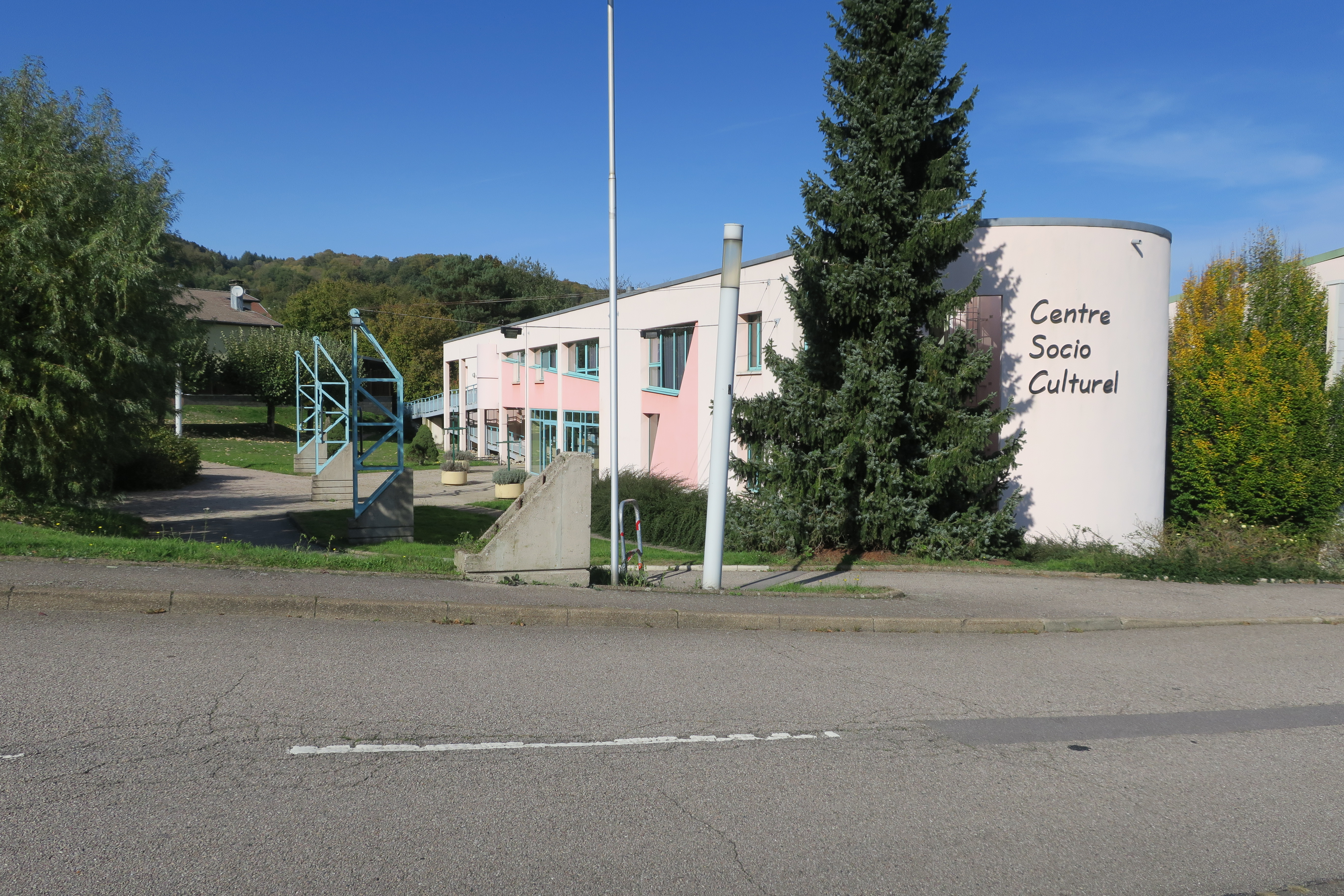
Centre socio-culturel.
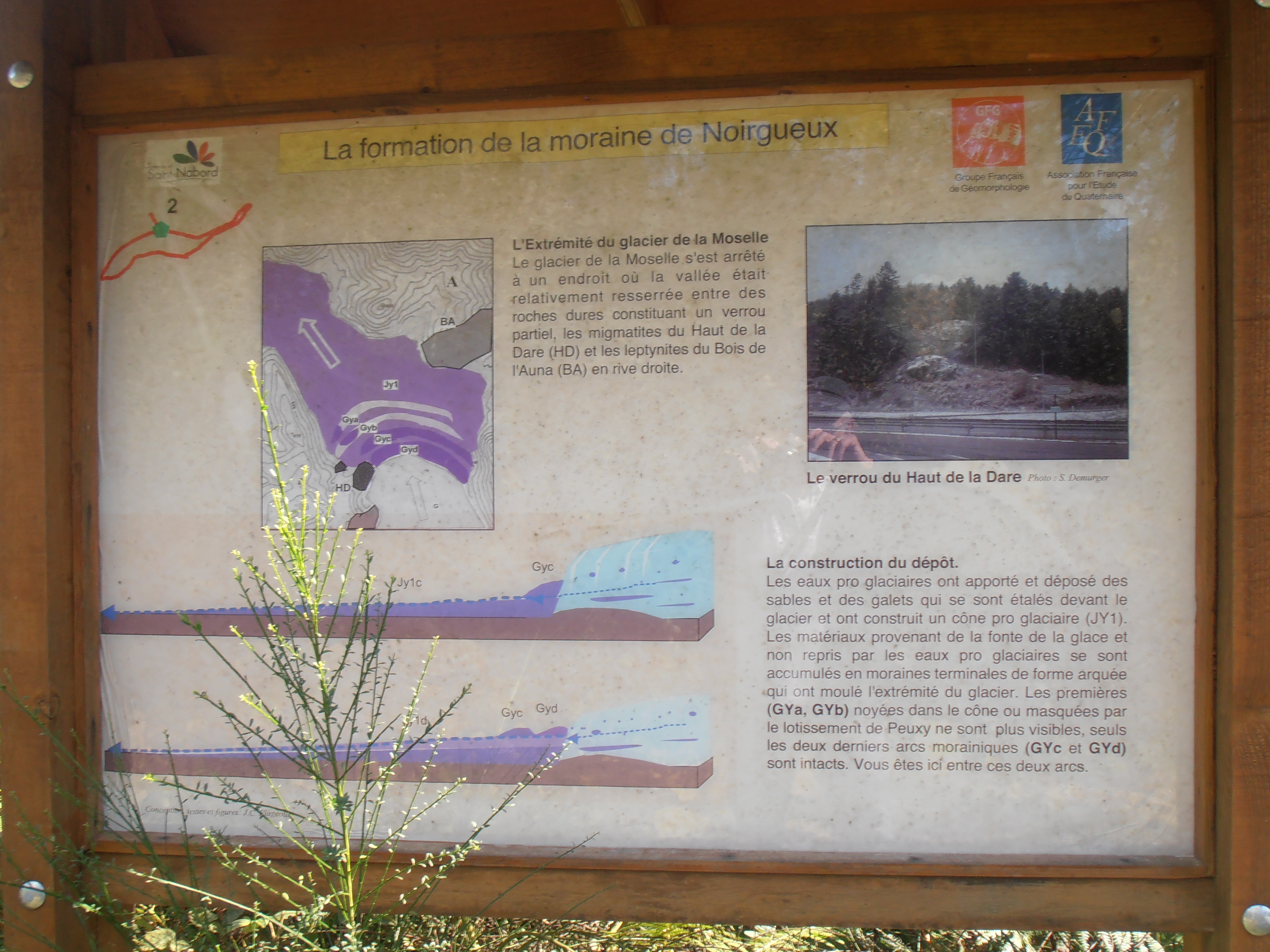
La formation de la Moraine de Noirguex[53].
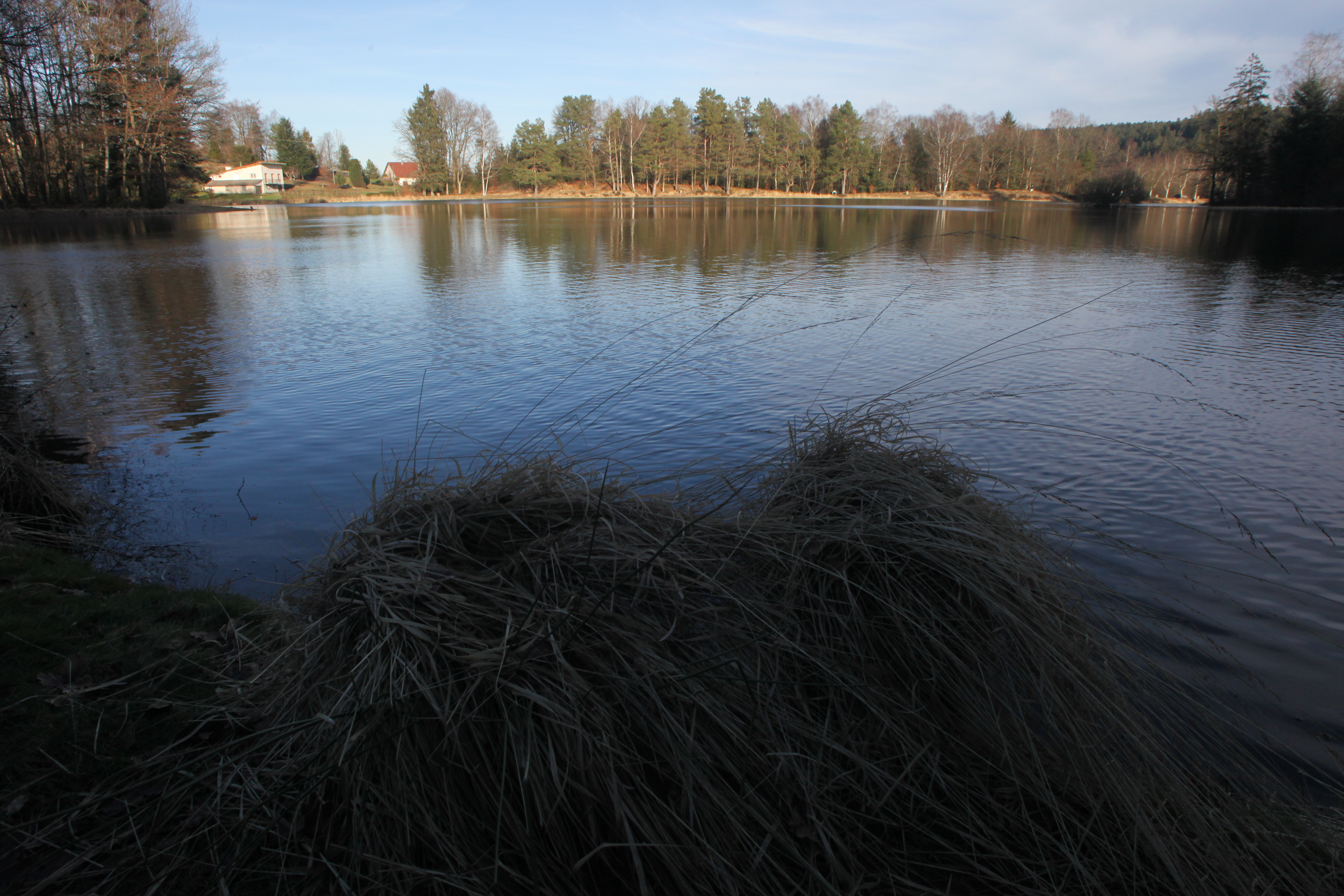
Étang de la Demoiselle.

#### Patrimoine religieux
La paroisse du Saint Mont regroupe les clochers de Remiremont, Saint-Nabord et Saint-Étienne-les-Remiremont.
- Église Saints-Nabord-et-Gorgon :

Tableau et cadre : la Déploration du Christ en présence d'un évêque et d'un moine franciscain
et sa cloche bénie en 1772.
- Croix de chemin, dite la Croix Lambert[57].
- Chapelle Sainte-Anne à Fallières[58],[59], restaurée avec le soutien de la Fondation du patrimoine[60].
- Lanterne des morts, dans la cour du Musée Charles-de-Bruyères à Remiremont[61].

#### Lieux de mémoire
- La stèle de Noirgueux commémore le franchissement de la Moselle par les soldats de la 36e division d'infanterie américaine en septembre 1944, au lieu-dit Noirgueux[62],[63].
- Maison natale du général Humbert[64].
- Monument aux morts[65].

### Patrimoine naturel
- Étang de la Demoiselle, d'origine glaciaire[66],[67],[68],[69],
- Le Rond Caillou[70],
- Le site de la Moraine de Noirgueux et ses abords, complexe morainique formant une sorte de barrage naturel, qui correspond à l’extension maximale de l’ancien glacier de la Moselle à l’époque de glaciation de Würm (glaciation du quaternaire), d'une surface d’environ 90 hectares. C'est désormais un site naturel classé par décret du 26 juin 2013 (J.O. du 30 juin 2013)[71].

Rappelons qu'un projet de réalisation d'un lac baptisé « lac de Noirgueux », intéressant les communes de Saint-Étienne-lès-Remiremont, Remiremont, Saint-Nabord et Éloyes, a fait l’objet de débats durant de nombreuses années. Ce projet visait l'intérêt touristique et économique exceptionnel de l’ensemble de la vallée. Il devait couvrir 170 hectares (le lac de Gérardmer a 115 hectares et celui de Longemer 65 hectares). L’idée de ce projet a été esquissée dès 1963 dans un rapport technique présenté par André Gravier, ingénieur conseil, et Antoine Dinkel alors maire de Saint-Étienne-lès-Remiremont.

### Personnalités liées à la commune
- François Grégoire (1914-1973), docteur ès-lettres, ingénieur Supélec, diplomate, écrivain.
- général Humbert (né le 22 août 1767 à Saint-Nabord à la ferme de la Couare (Vosges), mort le 3 janvier 1823 à La Nouvelle-Orléans), général des armées de la République[73].
- Monseigneur Jean Vilnet, évêque de Saint-Dié de 1964 à 1983 puis de Lille de 1983 à 1998 et président de la Conférence épiscopale française de 1981 à 1987, avait évoqué en 1977 la fermeture de l'usine de Saint-Nabord dans le numéro d'août de la Vie diocésaine[74].
- Paul Henri Lecomte (1856-1934), botaniste, membre de l'Académie des Sciences[75].
- Maurice Flayelle (1857-1938), avocat, parlementaire[76].

### Héraldique, logotype et devise
| Blason | Blasonnement : De gueules à la tour d’argent fermée d’une herse, ajourée et maçonnée de sable, accostée à dextre d’un sautoir de clefs celle de dextre d’or et celle de senestre d’argent, à senestre d’un glaive romain d’argent garni d’or, la pointe haute, au chef d’or chargé d’une roue de moulin d’azur, accompagné à dextre d’un sapin et à senestre d’un trèfle à trois feuilles le tout de sinople. Commentaires : Le blason associe divers symboles : le château de Longuet, la roue pour le Ban de Moulin, les clés pour l'abbatiale Saint-Pierre, le sapin de la Forestière ; l'épée rappelle le martyre de saint Nabord et le trèfle les campagnes d'Irlande du général Humbert. |